# Plaza Mii de StreetPass
Plaza Mii de StreetPass es una aplicación que viene pre-instalada en todas las consolas Nintendo 3DS. En esta aplicación, los jugadores pueden encontrase con los personajes Mii de otros jugadores con los que se hayan cruzado a través de StreetPass y en línea a través de Nintendo Network, además pueden utilizarlos en determinados juegos incluidos en la propia aplicación.

## Juegos
Los Mii con los que el jugador se haya cruzado pueden utilizarse en aquellos juegos, unos están disponibles de forma gratuita, mientras que para jugar a otros es necesario pagar una determinada cantidad de dinero. Los juegos que están disponibles de forma gratuita son tres: En busca del cromo / Buscaestampas, Rescate Mii y Rescate Mii 2. La actualización del 18 de junio de 2013 de la Nintendo 3DS, a la versión 6.0.0-12 incluyó algunas novedades, a partir de ese día están disponibles en Europa y Japón cuatro nuevos juegos que se deberán comprar con dinero real en la tienda desde la misma plaza. Estos juegos nuevos son: Escuadrón Mii, Villa Flora, Senda del guerrero y Mansión Monstruosa. Si se consiguen determinados objetivos en estos minijuegos de pago, se ganan sombreros y vales que podrán cambiarse por nuevos accesorios para el Mii del jugador.

## Preinstalados

### En Busca del Cromo / Buscaestampas
Buscaestampas es un juego en el que los jugadores tienen como objetivo completar una imagen animada en 3D de un videojuego de Nintendo mediante el intercambio de piezas con otros jugadores que conocen por StreetPass o comprándolas con las monedas de juego la Nintendo 3DS. Después de la actualización de diciembre de 2011, se dispuso de nuevos puzles que incluyen varios cuadrados de color rosa en el centro. Las piezas que forman parte de estos espacios no se pueden comprar con las monedas de juego. Algunos puzles tienen más piezas que otros, haciéndolos más difíciles de completar.
| Título                                          | Fecha de Lanzamiento                                  | Descripción                                                                  | Número de Estampas             |
| ----------------------------------------------- | ----------------------------------------------------- | ---------------------------------------------------------------------------- | ------------------------------ |
| Metroid: Other M                                | Preinstalado                                          | Animación 3D de Samus Aran en guardia                                        | 15 (Normales)                  |
| Mario y Bowser                                  | Preinstalado                                          | Animación 3D de estatuilla de Mario, Luigi y Bowser                          | 15 (Normales)                  |
| Super Mario Galaxy 2                            | Preinstalado                                          | Animación 3D de Mario montando a Yoshi junto a Destello                      | 15 (Normales)                  |
| The Legend of Zelda                             | Preinstalado                                          | Animación 3D de Link blandiendo su espada                                    | 15 (Normales)                  |
| Kirby                                           | Preinstalado                                          | Animación 3D de Kirby y Waddle Dee                                           | 15 (Normales)                  |
| Pikmin                                          | Preinstalado                                          | Animación 3D de los Pikmin Azul, Rojo y Amarillo                             | 15 (Normales)                  |
| New Super Mario Bros Wii                        | Preinstalado                                          | Animación 3D de la portada de New Super Mario Bros Wii                       | 15 (Normales)                  |
| The Legend of Zelda: Ocarina of Time 3D         | 06/12/2011                                            | Animación 3D de Link cabalgando a Epona junto a Navi                         | 20 (Normales) y 4 (Especiales) |
| Star Fox 64 3D                                  | 06/12/2011                                            | Animación 3D de Fox manejando su Arwing                                      | 20 (Normales) y 4 (Especiales) |
| Super Mario 3D Land                             | 06/12/2011                                            | Animación 3D de la portada de Super Mario 3D Land                            | 32 (Normales) y 8 (Especiales) |
| Mario Kart 7                                    | 06/12/2011                                            | Animación 3D de Mario, Luigi y Peach conduciendo sus karts                   | 32 (Normales) y 8 (Especiales) |
| Rhythm Heaven Fever                             | 06/12/2011                                            | Animación 3D de los personajes de Rhythm Heaven Fever bailando               | 20 (Normales) y 4 (Especiales) |
| Donkey Kong Country Returns                     | 06/12/2011                                            | Animación 3D de la portada de Donkey Kong Country Returns                    | 20 (Normales) y 4 (Especiales) |
| Pilotwings Resort                               | 06/12/2011                                            | Animación 3D de la portada de Pilotwings Resort                              | 20 (Normales) y 4 (Especiales) |
| Kid Icarus: Uprising                            | 26/02/2012                                            | Animación 3D de Pit luchando contra un Monoeye                               | 32 (Normales) y 8 (Especiales) |
| Fire Emblem Awakening                           | Jap: 21/04/2012, América: 31/01/2013, Eur: 19/04/2012 | Animación 3D de Chrom luchando contra Lucina                                 | 32 (Normales) y 8 (Especiales) |
| Mario Tennis Open                               | 21/04/2012                                            | Animación 3D de Mario y Peach jugando Tenis, mientras Yoshi y Daisy observan | 32 (Normales) y 8 (Especiales) |
| 20.º aniversario de Kirby                       | 19/07/2012                                            | Animación 3D de Kirby interactuando con personajes de 8 bits de su serie     | 32 (Normales) y 8 (Especiales) |
| Brain Age: Concentration Training               | Jap: 19/07/2012, Amer: 27/02/2012                     | Animación 3D del Dr. Kawashima en su estado infernal                         | 20 (Normales) y 4 (Especiales) |
| ANAでDS                                         | Jap: 03/08/2012 - 30/09/2012                          | Imagen 3D de un avión de All Nippon Airways                                  | 15 (Normales)                  |
| マックでDSビッグマック                          | Jap: 03/08/2012 - 30/09/2012                          | Imagen 3D de una hamburguesa Big Mac en un restaurante McDonald's            | 15 (Normales)                  |
| New Super Mario Bros. 2                         | 09/08/2012                                            | Animación 3D de la portada de New Super Mario Bros. 2                        | 32 (Normales) y 8 (Especiales) |
| Kirby's Return to Dream Land                    | 07/11/2012                                            | Animación 3D de Kirby, Bandana Dee, Meta Knight, Rey Dedede y Maglor         | 32 (Normales) y 8 (Especiales) |
| Animal Crossing: New Leaf                       | Jap: 11/7/2012, Amer y Eur: 17/05/2013                | Imagen 3D de todos los personajes de Animal Crossing en el Gran Árbol        | 32 (Normales) y 8 (Especiales) |
| Luigi's Mansion: Dark Moon                      | 23/03/2013                                            | Animación 3D de Luigi huyendo de un Greenie y persiguiendo a Polterpup       | 32 (Normales) y 8 (Especiales) |
| Dillon's Rolling Western: The Last Ranger       | 24/05/2013                                            | Animación 3D de Dillon, Russ, Boone, Gallo y Nomad                           | 32 (Normales) y 8 (Especiales) |
| Divas de Nintendo                               | Eur y Jap: 18/06/2013, Amer: 12/07/2013               | Animación 3D de Peach, Pauline, Rosalina, Zelda y Toon Zelda                 | 32 (Normales) y 8 (Especiales) |
| Xenoblade Chronicles                            | Eur y Jap: 18/06/2013, Amer: 12/07/2013               | Animación 3D de la portada de Xenoblade Chronicles                           | 32 (Normales) y 8 (Especiales) |
| New SUPER MARIO BROS. U + New SUPER LUIGI U     | Eur y Jap: 18/06/2013, Amer: 12/07/2013               | Animación 3D de la portada de New Super Mario Bros. U                        | 32 (Normales) y 8 (Especiales) |
| The Legend of Zelda: Skyward Sword              | Eur y Jap: 18/06/2013, Amer: 12/07/2013               | Animación 3D de Link y Zelda montando a sus Pelicaros                        | 32 (Normales) y 8 (Especiales) |
| Mario & Luigi: Dream Team                       | Eur y Jap: 11/07/2013, Amer: 17/07/2013               | Animación 3D de Mario y varios Luiginoides persiguiendo al Trio de Elite     | 32 (Normales) y 8 (Especiales) |
| Chibi-Robo! Photo Finder                        | Jap: 07/08/2013,                                      | Animación 3D de Chibi-Robo! aspirando la cocina junto a los Chibi-Tobs       | 32 (Normales) y 8 (Especiales) |
| だるめしスポーツ店                              | Jap: 06/09/2013                                       | Animación 3D de Darumeshi y sus hijos en la tienda de béisbol                | 20 (Normales) y 4 (Especiales) |
| Pokémon X and Pokémon Y                         | 12/10/2013                                            | Animación 3D de Xerneas e Yveltal                                            | 32 (Normales) y 8 (Especiales) |
| Monster Hunter 4                                | Jap: 18/12/2013                                       | Sin especificar                                                              | 32 (Normales) y 8 (Especiales) |
| Kirby: Triple Deluxe                            | Jap: 18/12/2013                                       | Animación 3D de Kirby paseando por los mundos de Kirby: Triple Deluxe        | 32 (Normales) y 8 (Especiales) |
| SUPER MARIO 3D WORLD                            | Amer y Eur: 21/02/2014                                | Animación 3D de la portada de Super Mario 3D World                           | 32 (Normales) y 8 (Especiales) |
| YOSHI'S New ISLAND                              | Amer y Eur: 15/03/2014                                | Animación 3D de Yoshi tragándose a varios Shy Guys normales y a uno gigante  | 32 (Normales) y 8 (Especiales) |
| Rusty's Real Deal Baseball                      | Amer: 21/02/201x                                      | Animación 3D de Rusty con sus hijos en la tienda de béisbol                  | 20 (Normales) y 4 (Especiales) |
| Mega Man                                        |                                                       | Animación 3D                                                                 | 40 (Normales) y x (Especiales) |
| Kirby fighters Deluxe/Dedede´s drum Dash Deluxe | Amer: 21/02/201x                                      | Animación 3D                                                                 | 24 (Normales) y x (Especiales) |
| Fantase life                                    | Amer: 21/02/201x                                      |                                                                              | 40(Normales) y x (Especiales)  |
| Pikmin shart movies 3d 1                        | Amer: 21/02/201x                                      | Imagen                                                                       | 15 (Normales) y x(Especiales)  |
| Pikmin shart movies 3d 2                        | Amer: 21/02/201x                                      | Imagen                                                                       | 15 (Normales) y x(Especiales)  |
| Pikmin shart movies 3d 3                        | Amer: 21/02/201x                                      | Imagen                                                                       | 15 (Normales) y x(Especiales)  |
| Sonic Boom                                      | Amer: 21/02/201x                                      | foto 3D de Sonic y amigos                                                    | 40(Normales) y x (Especiales)  |
| Captain Toad                                    | Amer: 21/02/201x                                      | Imagen 3D                                                                    | x (Normales) y x(Especiales)   |
| ULTIMATE NES REMIX                              | Amer: 21/02/201x                                      | x                                                                            | x (Normales) y x(Especiales)   |
| Super Smash Bros. for Wii U for 3DS             | Amer: 21/02/201x                                      | x                                                                            | x (Normales) y x(Especiales)   |
| monster hunter                                  | Amer: 21/02/201x                                      | x                                                                            | x (Normales) y x(Especiales)   |
| yo-kai watch                                    | Amer: 21/02/201x                                      | x                                                                            | x (Normales) y x(Especiales)   |
| mario & luigi paper jam                         | Amer: 21/02/201x                                      | x                                                                            | x (Normales) y x(Especiales)   |
| Animal Crossing happy home designer             | Amer: 21/02/201x                                      | x                                                                            | x (Normales) y x(Especiales)   |
| final fantasy explorers                         | Amer: 21/02/201x                                      | x                                                                            | x (Normales) y x(Especiales)   |
| Kirby: Planet Robobot                           | Amer: 21/02/201x                                      | animación 3D                                                                 | 15 (Normales) y x(Especiales)  |
| Culdcept Revolt                                 | Amer: 21/02/201x                                      | x                                                                            | x (Normales) y x(Especiales)   |
| Unete a las fuerzas de la federación            | Amer: 21/02/201x                                      | Imagen                                                                       | x (Normales) y x(Especiales)   |

Se dice que se añadirán paneles de Mario Kart 8

### Rescate Mii
En este juego, el Mii del jugador ha sido capturado y está en manos del jugador salvarlo a él o a ella luchando y abriendo su camino a través de una serie de habitaciones que contienen diferentes enemigos. El jugador puede hacer esto por el gasto de dos monedas de juego para contratar a un héroe (gatos o perros con espadas, en función de sus animales preferidos, seleccionados fuera del juego) o mediante el envío de los Mii con los que el jugador se cruzó. En cada batalla, el jugador puede optar por atacar al enemigo o utilizar un hechizo mágico basado en el color de la ropa del héroe, con cada variedad tiene un efecto diferente. Algunas habitaciones también incluyen cajas que contienen un sombrero Nintendo que el jugador puede poner a su Mii para llevar en la Plaza. En diciembre de 2011 se lanzó su secuela, la cual está disponible una vez se ha completado el primer juego por lo menos dos veces. La secuela incluye enemigos más fuertes, múltiples caminos y nuevos sombreros.

### Rescate Mii 2
Es la segunda parte del original “Rescate Mii”. En este nos encontraremos un mapa bastante extenso que nos ofrecerá bastantes más horas de juego que el primero. Rescate Mii 2 tiene dos mapas en los que jugar, el Mapa Principal, y el Mapa Secreto. Para conseguir el Mapa Secreto tenemos que pasarnos por primera vez el Mapa principal, aunque ya veremos que para conseguir todos los gorros del mapa principal tendremos que pasárnoslo 3 veces.
En Rescate Mii 2 se pueden comprar a nuestros antiguos aliados: aparte de poder comprar gatos o perros por dos monedas como en el anterior juego, podremos comprar antiguos héroes Mii que nos hayamos encontrado. Podemos contratar un máximo de 3 a la vez. Después de jugar con ellos podemos contratar otros 3 y así sucesivamente. Esto es muy útil, ya que si necesitamos un color determinado o un Mii que tengamos en nivel 7 
pues aquí podremos comprarlo, eso sí, suelen ser más caros. 
Los Mii de nivel 1 valen 3 monedas y dos monedas más por nivel, por lo que si queremos 
contratar uno de nivel 7 nos costará 9 monedas.

## Juegos Actualizados

### Escuadrón Mii
Es similar al rescate Mii, con la diferencia de que la historia transcurre en el espacio. Es un juego de disparos y desplazamiento lateral con personajes Mii en el don de las fuerzas policiales intergalácticas que deben defender la galaxia de los malvados piratas espaciales.

### Villa Flora
Todo comienza cuando te mudas a la pintoresca Villa Flora, Mendel te enseñara todo lo necesario para convertirte en un as de la jardinería; tendrás que cultivar plantas junto a la gente que te cruces por Streetpass. También podrás decorar tu jardín a tu gusto y aceptar encargos de floristería. Con cada Mii que te encuentres te ayudara a cultivar flores; el proceso es muy sencillo: en primer lugar los invitados llegan a la entrada y riegan tu planta (cuanta más gente te ayude a regarla, más rápido conseguirás que crezca) y cuando tu planta crezca lo suficiente la veras florecer. Cuando una planta haya florecido podrás recoger sus semillas.

### Senda del Guerrero
Es similar al Rescate Mii sólo que cuando te cruzas con alguien en StreetPass que tenga 100 personas en su plaza tu tendrás 100 personas en tu ejército. Combina la estrategia y la suerte. Deberemos hacernos con un gran ejército capaz de conquistar el mundo. Como gobernador del reino, se debe tratar de conquistar los veinte países que aparecen en el mapa a la vez que se defiende y expande el castillo del propio jugador.

### Mansión Monstruosa
Es un juego de puzles que se desarrolla dentro de una casa embrujada de la que el jugador debe escapar. Para lograrlo, los jugadores usan piezas recibidas de los Mii con los que se encuentran por StreetPass para construir un laberinto. Los puntos de bonificación se puede ganar mediante el uso de piezas para hacer habitaciones, que se utilizan para luchar contra los fantasmas que aparecen en ciertos puntos.

## Gorros y Accesorios
| Gorro o Accesorio               | Modo de Obtención          | Serie               |
| ------------------------------- | -------------------------- | ------------------- |
| Nada                            | Preinstalado               | N/A                 |
| Gorra de Mario                  | Rescate Mii                | Super Mario         |
| Disfraz de Mario                | Caseta de Cupones          | Super Mario         |
| Disfraz Tanuki                  | Caseta de Cupones          | Super Mario         |
| Gorra de Luigi                  | Rescate Mii                | Super Mario         |
| Disfraz de Luigi                | Caseta de Cupones          | Super Mario         |
| Disfraz Kitsune                 | Caseta de Cupones          | Super Mario         |
| Peluca de Peach                 | Rescate Mii 2              | Super Mario         |
| Peluca de Daisy                 | Rescate Mii 2              | Super Mario         |
| Gorro de Yoshi                  | Rescate Mii 2              | Yoshi Island        |
| Disfraz de Yoshi                | Caseta de Cupones          | Yoshi Island        |
| Gorro del Yoshi Amarillo        | Rescate Mii 2              | Yoshi Island        |
| Gorro del Yoshi Celeste         | Rescate Mii 2              | Yoshi Island        |
| Gorro del Yoshi Rosa            | Rescate Mii 2              | Yoshi Island        |
| Gorro Huevo de Yoshi            | Caseta de Cupones          | Yoshi Island        |
| Gorro de Toad                   | Rescate Mii                | Super Mario         |
| Gorra de Wario                  | Rescate Mii 2              | Super Mario         |
| Gorra de Waluigi                | Rescate Mii 2              | Super Mario         |
| Casco de Bowser                 | Rescate Mii                | Super Mario         |
| Gorro del Goomba                | Caseta de Cupones          | Super Mario         |
| Gorro del Caparazón Verde       | Caseta de Cupones          | Super Mario         |
| Gorro del Caparazón Rojo        | Caseta de Cupones          | Super Mario         |
| Gorro del Boo                   | Rescate Mii 2              | Super Mario         |
| Máscara de Shy Guy              | Rescate Mii 2              | Super Mario         |
| Casco Chomp                     | Rescate Mii 2              | Super Mario         |
| Gorro Cheep Cheep               | Caseta de Cupones          | Super Mario         |
| Gorro de Blooper                | Rescate Mii 2              | Super Mario         |
| Gorro Pinchon                   | Caseta de Cupones          | Super Mario         |
| Gorro Lakitu                    | Caseta de Cupones          | Super Mario         |
| Gorro Floruga                   | Caseta de Cupones          | Super Mario         |
| Planta Piraña                   | Rescate Mii 2              | Super Mario         |
| Casco Tubería                   | Rescate Mii 2              | Super Mario         |
| Gorro Bloque ?                  | Rescate Mii 2              | Super Mario         |
| Gorro Champiñón                 | Caseta de Cupones          | Super Mario         |
| Gorro Champiñón 1-UP            | Caseta de Cupones          | Super Mario         |
| Flor de Fuego                   | Caseta de Cupones          | Super Mario         |
| Gorro Super Estrella            | Caseta de Cupones          | Super Mario         |
| Gorro Bloque POW                | Caseta de Cupones          | Super Mario         |
| Gorro Castillo de Peach         | Caseta de Cupones          | Super Mario         |
| Gorro Fortaleza Aérea           | Caseta de Cupones          | Super Mario         |
| Gorro Torre de Meta             | Caseta de Cupones          | Super Mario         |
| Gorro de Mario Pixelado         | Actualización              | Super Mario         |
| Gorro de Olimar                 | Caseta de Cupones          | Pikmin              |
| Gorro de Pikmin Rojo            | Rescate Mii                | Pikmin              |
| Gorro de Pikmin Azul            | Rescate Mii                | Pikmin              |
| Gorro de Pikmin Amarillo        | Rescate Mii                | Pikmin              |
| Gorro de Link                   | Rescate Mii                | The Legend of Zelda |
| Disfraz de Link                 | Caseta de Cupones          | The Legend of Zelda |
| Peluca de Zelda                 | Caseta de Cupones          | The Legend of Zelda |
| Máscara de Sheik                | Caseta de Cupones          | The Legend of Zelda |
| Gorro Trifuerza                 | Rescate Mii 2              | The Legend of Zelda |
| Gorro de Epona                  | Rescate Mii 2              | The Legend of Zelda |
| Gorro Rupia                     | Caseta de Cupones          | The Legend of Zelda |
| Gorro Cofre                     | Caseta de Cupones          | The Legend of Zelda |
| Gorro de Tingle                 | Caseta de Cupones          | The Legend of Zelda |
| Casco de Samus                  | Rescate Mii                | Metroid             |
| Gorro de Metroide               | Rescate Mii                | Metroid             |
| Gorro Canela                    | Caseta de Cupones          | Animal Crossing     |
| Gorro Tom Nook                  | Caseta de Cupones          | Animal Crossing     |
| Gorro de Kirby                  | Rescate Mii                | Kirby               |
| Gorro de Waddle Dee             | Caseta de Cupones          | Kirby               |
| Máscara de Meta Knight          | Caseta de Cupones          | Kirby               |
| Gorro de Rey Dedede             | Caseta de Cupones          | Kirby               |
| Gorro de Epic Kirby             | Caseta de Cupones          | Kirby               |
| Gorro de Príncipe Hilvan        | Caseta de Cupones          | Kirby               |
| Casco de Donkey Kong            | Rescate Mii 2              | Donkey Kong         |
| Disfraz de Donkey Kong          | Caseta de Cupones          | Donkey Kong         |
| Casco de Diddy Kong             | Caseta de Cupones          | Donkey Kong         |
| Gorro Barril                    | Caseta de Cupones          | Donkey Kong         |
| Gorro de Arwing                 | Rescate Mii 2              | Star Fox            |
| Gorro de Fox                    | Rescate Mii 2              | Star Fox            |
| Gorro de Falco                  | Caseta de Cupones          | Star Fox            |
| Gorro de Wolf                   | Caseta de Cupones          | Star Fox            |
| Casco de Capitán Falco          | Caseta de Cupones          | F-Zero              |
| Capucha de Ice Climber          | Caseta de Cupones          | Ice Climbers        |
| Gorro de Mono Rhythm            | Caseta de Cupones          | Rhythm Heaven Fever |
| Gorro de Dr. Kawashima          | Caseta de Cupones          | Brain Age           |
| Gorro de Dr. Kawashima infernal | Caseta de Cupones          | Brain Age           |
| Peluca de Barbara               | Rescate Mii 2              | Barbara the Bat     |
| Nintendo 3DS                    | Rescate Mii 2              | Consola Nintendo    |
| Nintendo DS                     | Caseta de Cupones          | Consola Nintendo    |
| Gorro GameCube                  | Caseta de Cupones          | Consola Nintendo    |
| Gorro Game Boy Advance          | Caseta de Cupones          | Consola Nintendo    |
| Gorro Nintendo 64               | Caseta de Cupones          | Consola Nintendo    |
| Máscara de Virtual Boy          | Caseta de Cupones          | Consola Nintendo    |
| Gorro SNES Americana            | Caseta de Cupones          | Consola Nintendo    |
| Gorro SNES                      | Caseta de Cupones          | Consola Nintendo    |
| Gorro Game Boy                  | Caseta de Cupones          | Consola Nintendo    |
| Gorro Diskun                    | Caseta de Cupones          | Consola Nintendo    |
| Gorro R.O.B                     | Caseta de Cupones          | Consola Nintendo    |
| Gorro NES                       | Rescate Mii 2              | Consola Nintendo    |
| Gorro Famicom                   | Rescate Mii 2              | Consola Nintendo    |
| Gorro Helado                    | Rescate Mii 2              | Postres             |
| Gorro Pastel                    | Rescate Mii 2              | Postres             |
| Gorro Cafe                      | Caseta de Cupones          | Bebidas             |
| Gorro Taza de Té                | Caseta de Cupones          | Bebidas             |
| Gorro Tomate                    | Rescate Mii 2              | Verduras            |
| Gorro Berenjena                 | Caseta de Cupones          | Verduras            |
| Gorro Manzana                   | Caseta de Cupones          | Frutas              |
| Gorro Fresa                     | Caseta de Cupones          | Frutas              |
| Gorro Piña                      | Caseta de Cupones          | Frutas              |
| Gorro Hamburguesa               | Rescate Mii 2              | Comida              |
| Gorro Pollo Frito               | Caseta de Cupones          | Comida              |
| Gorro Papas Fritas              | Caseta de Cupones          | Comida              |
| Gorro Chuletilla                | Caseta de Cupones          | Comida              |
| Gorro Pizza                     | Rescate Mii 2              | Comida              |
| Gorro Espagueti                 | Caseta de Cupones          | Comida              |
| Gorro Perrito Caliente          | Rescate Mii 2              | Comida              |
| Gorro Baguette                  | Caseta de Cupones          | Comida              |
| Gorro Ramen                     | Rescate Mii 2              | Comida              |
| Gorro Curry                     | Caseta de Cupones          | Comida              |
| Gorro Sushi                     | Caseta de Cupones          | Comida              |
| Gorro Balón de Fútbol           | Rescate Mii 2              | Deportes            |
| Casco F. Americano              | Rescate Mii 2              | Deportes            |
| Máscara de Hockey               | Caseta de Cupones          | Deportes            |
| Gorro Guante de Béisbol         | Caseta de Cupones          | Deportes            |
| Gorro de Natación               | Rescate Mii 2              | Deportes            |
| Lazo                            | Rescate Mii 2              | Artículos Femeninos |
| Hibisco                         | Rescate Mii 2              | Artículos Femeninos |
| Minichistera                    | Rescate Mii 2              | Artículos Femeninos |
| Diadema de Encaje               | Rescate Mii 2              | Artículos Femeninos |
| Peluca Colmena                  | Rescate Mii 2              | Artículos Femeninos |
| Sombrero Floral                 | Rescate Mii 2              | Artículos Femeninos |
| Velo de Novia                   | Caseta de Cupones          | Artículos Femeninos |
| Peluca de Geisha                | Caseta de Cupones          | Artículos Femeninos |
| Sombrero de Paja                | Rescate Mii 2              | Profesiones         |
| Chistera                        | Rescate Mii 2              | Profesiones         |
| Sombrero Pirata                 | Rescate Mii 2              | Profesiones         |
| Gorro de Cocinero               | Rescate Mii 2              | Profesiones         |
| Capucha Ninja                   | Rescate Mii 2              | Profesiones         |
| Peluca Samurai                  | Rescate Mii 2              | Profesiones         |
| Sombrero de Vaquero             | Caseta de Cupones          | Profesiones         |
| Casco de Espartano              | Caseta de Cupones          | Profesiones         |
| Cuernos de Vicio                | Rescate Mii 2              | Hallowen            |
| Gorro de Magia                  | Rescate Mii 2              | Hallowen            |
| Gorro de Terror                 | Rescate Mii 2              | Hallowen            |
| Cráneo Bovino                   | Caseta de Cupones          | Hallowen            |
| Gorro Calabaza                  | Caseta de Cupones          | Hallowen            |
| Gorro Santa Claus               | Caseta de Cupones          | Navidad             |
| Girasol                         | Rescate Mii 2              | Flores              |
| Gorro Panda                     | Rescate Mii 2              | Animales            |
| Gorro Osito                     | Rescate Mii 2              | Animales            |
| Gorro Pingüino                  | Rescate Mii 2              | Animales            |
| Gorro Rana                      | Caseta de Cupones          | Animales            |
| Gorro Elefante                  | Caseta de Cupones          | Animales            |
| Gorro Ballena                   | Caseta de Cupones          | Animales            |
| Gorro Pollo                     | Caseta de Cupones          | Animales            |
| Gorro Nido                      | Caseta de Cupones          | Animales            |
| Gorro León                      | Caseta de Cupones          | Animales            |
| Gorro Tiranosaurio              | Caseta de Cupones          | Animales            |
| Diadema de Gato                 | Rescate Mii                | Animales            |
| Diadema de Perro                | Rescate Mii                | Animales            |
| Diadema de Conejo               | Rescate Mii                | Animales            |
| Gorro OVNI                      | Caseta de Cupones          | Misteriosos         |
| Gorro Pirámide                  | Caseta de Cupones          | Misteriosos         |
| Gorro Moai                      | Caseta de Cupones          | Misteriosos         |
| Gorro Palmera                   | Caseta de Cupones          | Árboles             |
| Gorro Molino                    | Caseta de Cupones          | Edificaciones       |
| Gorro Castillo Japonés          | Caseta de Cupones          | Edificaciones       |
| Corona Real                     | Rescate Mii                | Rescate Mii 1 y 2   |
| Corona de Principe              | Rescate Mii 2              | Rescate Mii 2       |
| Corona de Princesa              | Rescate Mii 2              | Rescate Mii 2       |
| Casco Supremo                   | Rescate Mii                | Rescate Mii 1 y 2   |
| Rey de las Tinieblas            | Rescate Mii 2              | Rescate Mii 2       |
| Rey de las Sombras              | Rescate Mii 2              | Rescate Mii 2       |
| Casco de Escuadrón Mii          | Comprar Escuadrón Mii      | Escuadrón Mii       |
| Gorro Nave Matriz               | Escuadrón Mii              | Escuadrón Mii       |
| Diadema de Flores               | Comprar Villa Flora        | Villa Flora         |
| Corona de Maestro Jardinero     | Villa Flora                | Villa Flora         |
| Gorro Castillo de Monarca       | Comprar Senda del Guerrero | Senda del Guerrero  |
| Corona de Emperador             | Senda del Guerrero         | Senda del Guerrero  |
| Gorro de Fantasma Sonriente     | Comprar Mansion Monstruosa | Mansion Monstruosa  |
| Gorro Rey Demonio               | Mansion Monstruosa         | Mansion Monstruosa  |

## Versiones y actualizaciones de la aplicación

### Versión de noviembre de 2011
Es la versión original de la plaza. Aquí, hay juegos como:
- Rescate Mii
- Buscaestampas

Además, hay una versión de Rescate Mii desbloqueable que es Rescate Mii 2. Los Mii tan solo pueden visitarte a tu plaza un máximo de 99 veces. Un 3DS o un 2DS comprado a partir de mayo de 2013 tiene disponible hacer una actualización a través de Internet.

### Versión de la actualización de mayo de 2013
Es la nueva versión de la plaza. Aparte de los juegos de la Plaza original, hay nuevos juegos como:
- Senda del guerrero
- Villa Flora
- Escuadrón Mii
- Mansión monstruosa

Además, los Mii te pueden visitar máximo 999 veces.

### Versión de la acualización de 2015
Es la segunda versión nueva de la plaza. Aparte de las otras reformas, puedes descargarte dos juegos y Plaza Mii de Stretpass Premium
- Pesca legendaria
- Misión Z

## Logros
Los logros se añadieron en la actualización de diciembre de 2011. No son más que una lista de retos a conseguir con las funciones de StreetPass, Buscaestampas, Rescate Mii y Rescate Mii 2, pero son solo por puro entretenimiento y no desbloquean nada especial.
Puedes acceder a tus logros seleccionando el icono del ramo de flores en el menú principal de la Plaza Mii de StreetPass.
| Lista de Logros                                                 |
| --------------------------------------------------------------- |
| ¡Te has cruzado con un Mii especial!                            |
| ¡Te has cruzado diez veces con un Mii especial!                 |
| ¡Te has cruzado con cinco Mii masculinos seguidos!              |
| ¡Te has cruzado con cinco Mii femeninos seguidos!               |
| ¡Te has cruzado diez veces con el mismo Mii!                    |
| ¡Cien encuentros en un solo día!                                |
| ¡Te has cruzado con personajes Mii cinco días seguidos!         |
| ¡Te has cruzado con personajes Mii diez días seguidos!          |
| ¡Te encontraste con alguien después de mucho tiempo!            |
| ¡Te encontraste con alguien después de una eternidad!           |
| ¡Te has cruzado con un Mii el día de su cumpleaños!             |
| ¡Te han dicho que eres genial por primera vez!                  |
| ¡Te han dicho que eres genial diez veces!                       |
| ¡Te han dicho que eres genial cincuenta veces!                  |
| ¡Te han dicho que eres genial cien veces!                       |
| ¡Te han dicho que eres genial mil veces!                        |
| ¡Te has cruzado con Mii de dos regiones distintas en total!     |
| ¡Te has cruzado con Mii de tres regiones distintas en total!    |
| ¡Te has cruzado con Mii de cinco regiones distintas en total!   |
| ¡Te has cruzado con Mii de diez regiones distintas en total!    |
| ¡Te has cruzado con Mii de 20 regiones distintas en total!      |
| ¡Te has cruzado con Mii de 30 regiones distintas en total!      |
| ¡Te has cruzado con Mii de 50 regiones distintas en total!      |
| ¡Te has cruzado con Mii de todas las regiones de tu país!       |
| ¡Te has cruzado con Mii de dos países distintos en total!       |
| ¡Te has cruzado con Mii de tres países distintos en total!      |
| ¡Te has cruzado con Mii de cinco países distintos en total!     |
| ¡Te has cruzado con Mii de diez países distintos en total!      |
| ¡Te has cruzado con tres Mii seguidos con el mismo programa!    |
| ¡Has recibido tu primer saludo personal!                        |
| ¡El primer encuentro!                                           |
| ¡10 encuentros!                                                 |
| ¡50 encuentros!                                                 |
| ¡100 encuentros!                                                |
| ¡500 encuentros!                                                |
| ¡777 encuentros!                                                |
| ¡1000 encuentros!                                               |
| ¡2000 encuentros!                                               |
| ¡3000 encuentros!                                               |
| ¡4000 encuentros!                                               |
| ¡5000 encuentros!                                               |
| ¡6000 encuentros!                                               |
| ¡7000 encuentros!                                               |
| ¡8000 encuentros!                                               |
| ¡9000 encuentros!                                               |
| ¡9999 encuentros!                                               |
| ¡10000 encuentros!                                              |
| ¡20000 encuentros!                                              |
| ¡30000 encuentros!                                              |
| ¡40000 encuentros!                                              |
| ¡50000 encuentros!                                              |
| ¡60000 encuentros!                                              |
| ¡70000 encuentros!                                              |
| ¡80000 encuentros!                                              |
| ¡90000 encuentros!                                              |
| ¡100000 encuentros!                                             |
| ¡200000 encuentros!                                             |
| ¡300000 encuentros!                                             |
| ¡400000 encuentros!                                             |
| ¡500000 encuentros!                                             |
| ¡600000 encuentros!                                             |
| ¡700000 encuentros!                                             |
| ¡800000 encuentros!                                             |
| ¡900000 encuentros!                                             |
| ¡999999 encuentros!                                             |
| ¡10 personajes Mii en tu plaza!                                 |
| ¡50 personajes Mii en tu plaza!                                 |
| ¡100 personajes Mii en tu plaza!                                |
| ¡500 personajes Mii en tu plaza!                                |
| ¡1000 personajes Mii en tu plaza!                               |
| ¡2000 personajes Mii en tu plaza!                               |
| ¡3000 personajes Mii en tu plaza!                               |
| ¡Has comprado la misma estampa tres veces seguidas!             |
| ¡Has completado tu primer panel de Buscaestampas!               |
| ¡Has completado cinco paneles de Buscaestampas!                 |
| ¡Has completado siete paneles de Buscaestampas!                 |
| ¡Has completado diez paneles de Buscaestampas!                  |
| ¡Superaste una sala en Rescate Mii!                             |
| ¡Fallaste tres veces con la espada en Rescate Mii!              |
| ¡Causaste más de 50 puntos de daño en un turno de Rescate Mii!  |
| ¡Atravesaste un escudo amarillo en Rescate Mii!                 |
| ¡Atravesaste un escudo celeste en Rescate Mii!                  |
| ¡Has iluminado la sala tenebrosa en Rescate Mii!                |
| ¡Has terminado Rescate Mii!                                     |
| ¡Has terminado Rescate Mii dos veces!                           |
| ¡Has terminado Rescate Mii cinco veces!                         |
| ¡Has terminado Rescate Mii diez veces!                          |
| ¡Has terminado Rescate Mii con menos de treinta personajes Mii! |
| ¡Has oscurecido la sala deslumbrante en Rescate Mii 2!          |
| ¡Has apagado las llamas de la sala de fuego en Rescate Mii 2!   |
| ¡Has calentado la sala de hielo en Rescate Mii 2!               |
| ¡Has neutralizado la sala venenosa en Rescate Mii 2!            |
| ¡Atravesaste un escudo sombra y luz en Rescate Mii 2!           |
| ¡Has terminado Rescate Mii 2!                                   |
| ¡Has terminado la aventura secreta de Rescate Mii 2!            |
| ¡Has terminado Rescate Mii 2 - Aventura secreta dos veces!      |
| ¡Has terminado Rescate Mii 2 - Aventura secreta cinco veces!    |
| ¡Has terminado Rescate Mii 2 - Aventura secreta diez veces!     |